# 1956년 12월 일본 자유민주당 총재 선거
1956년 12월 자유민주당 총재 선거(일본어: 1956年12月自由民主党総裁選挙)는 1956년 12월 14일에 실시된 자유민주당 총재를 선출하기 위한 선거다.

## 과정
자유민주당이 창당되고 처음 치러진 총재 선거는 사실상 하토야마 이치로에 대한 신임투표적 성격이 강했단 점에서 이번 선거가 본격적으로 실시된 총재 공선이었다. 1956년 11월 2일에 하토야마가 사임을 표명한 것이 받아들여지면서 선거 준비가 시작됐다. 자민당이 창당된 지 얼마 되지 않은 시점이었기에 총재 선거 와중에 파벌 대립이 표면화되어 당이 다시 분열할 수 있다는 위기감이 표출돼 합의로 총재를 선출하자는 제안도 있었지만 조정에 실패하여 선거가 실시되었다. 당시에는 아직 공식적인 입후보제가 없었지만 이시바시 단잔, 이시이 미쓰지로, 기시 노부스케가 출마를 공식 표명했다. 기시가 대체로 선두를 달렸으며 이시바시와 이시이가 뒤를 쫓는 상황이 이어졌다.
당시 선거에서 핵심 인물로 간주된 이들은 이시바시 옹립을 주도한 중심 인물인 미키 다케오와 이시이파에 가담한 이케다 하야토였다. 개진당 등 중도 정당 출신인 미키는 이시바시의 자유주의, 민주주의, 국제주의, 그리고 평화주의적 태도에 큰 감명을 받았으며 한편 전쟁범죄를 일으켜 A급 전범 용의자가 되었던 기시에 대해서는 소극적 지지만을 보냈다. 미키의 주도하에 11월 13일 옛 개진당 출신 유력 의원들의 대부분은 이시바시 지지를 결정했다. 미키 못지 않게 기시에게 부정적이던 개진당 계열 의원들은 12월 1일 회합을 통해 기시가 총재가 된다면 탈당도 불사하겠다는 방침을 세웠다. 나아가 미키는 옛 자유당 계열에도 손을 뻗어 요시다 계열을 중심으로 이시바시 지지를 넓혀 나갔다. 당초 이시바시는 기시와 이시이에 이어 3위에 그칠 것으로 예상되었지만 미키와 이시다 히로히데가 하토야마 정권하에서 반주류파를 규합하는 데 성공해 급속도로 지지를 확대할 수 있었다. 또한 미키는 자금 조달 능력도 뛰어나 이시바시 캠프의 활동 자금 모금에 큰 역할을 했다고 알려져 있다.
한편 이케다는 자유당 간사장 출신이었기에 문교나 재정 전문가는 많았지만 당무 경험자가 없던 이시이파에게 큰 도움이 되었다. 이케다는 기시가 속한 하토야마파와 사이가 좋지 않았기에 보수합동 당시 자유당이 하토야마파가 이끄는 일본민주당에 합류하기는 했으나 하토야마 내각은 이케다에게 충분한 대우를 해주지 않았다. 따라서 이케다는 이시이를 도와 하토야마파인 기시에게 반격을 하고자 했다.
총재 선거를 하루 앞둔 날 밤에 이케다와 미키가 만났다. 그리고 두 사람은 총재 선거에서 아무도 과반수를 획득하지 못해 결선 투표가 진행된다면 3위 후보가 2위 후보를 지지하기로 합의했다. 또한 제1차 요시다 내각에서 대장상으로 입각한 이시바시가 이케다를 대장정무차관으로 발탁한 적이 있어 이케다는 이시바시에게 은혜를 입은 적이 있었고 두 사람은 적극재정론자라서 정책적으로도 닮은 면이 있었다. 그래서 자유당 계열로 겉으론 이시이를 지지하던 이케다는 실제로는 이시바시 지지를 위해 움직이기도 했으며 미키에게도 "개진당 계열인 자네와 자유당 계열인 내가 서로 손을 잡는 건 보수합동의 완성을 의미한다"라고 공언하기도 했다. 그렇다 보니 이시바시가 1차 투표에서 2위를 할 수 있도록 이케다가 뒤에서 공작을 펼쳤다는 설도 있다.
12월 14일 제3회 자민당 당대회에서 열린 총재 선거에서 예상대로 기시가 이시바시를 70표 이상으로 누르고 1등을 차지했지만 과반수에는 미달했다. 따라서 두 사람이 결선 투표에 오르게 되었다. 그리고 이케다와 미키의 사전 합의에 따라 3위를 한 이시이의 지지표가 이시바시를 향해 불과 7표 차이로 이시바시가 기시를 역전하는 데 성공했다.
근소한 차이로 패배한 기시는 이시바시에게 외무상을 요구하는 한편 기시파에게도 각료 자리를 배분해줄 것을 요청했다. 또한 이시바시가 자신의 파벌만을 중시하는 논공행상적 인사를 한다면 협력할 수 없으며 당내 융화를 위해서라도 기시파를 중용해줄 것을 표명했다. 신승한 이시바시도 당내 다른 세력을 배려하지 않을 수 없었기에 당직·각료 인사가 난항을 겪기는 했어도 연말에는 새로운 자민당 집행부와 이시바시 내각이 출범할 수 있었다. 기시의 요구대로 외무상에는 기시가 중용됐고 이케다는 대장상으로, 미키는 간사장으로 지명받았다. 이시바시가 기시파를 어느 정도 배려해 줬다고 판단한 기시는 미키에 대한 반감이 있었음에도 선거 결과를 받아들여 자민당을 탈당하지 않기로 했다.
한편 결선에 오르지 못한 이시이는 이케다가 자신을 배신한 것이 원인이라고 여겨 이케다에 대한 분노를 숨기지 않았다고 한다. 사토 에이사쿠는 반대로 공개적으로 이시이를 지지했던 이케다와 결별하고 친형인 기시를 지지했다. 같은 요시다파에서 출발한 이케다파(굉지회)와 사토파(주산회)의 대립은 이때부터 시작된 것이다.
특정 정당에서 당수를 뽑는 데 불과한 총재 선거는 「공직선거법」의 적용을 받지 않아 현금과 공수표가 난무했다. 실질적인 자민당 첫 총재 공선이 보여준 이러한 추태는 앞으로 있을 총재 공선의 모델이 되었고 훗날 전개될 자민당의 금권 정당적 성격을 일찌감치 보여준 셈이 되었다.
하지만 3위와의 연합을 통해 2위에서 역전에 성공한 이시바시는 취임한 다음 달에 뇌경색으로 쓰러져 불과 2개월 만에 총재직에서 내려오게 된다.

## 후보자
입후보제가 아니었기에 선거 활동을 한 의원들을 모두 표시했다.
| 기시 노부스케                                                            | 이시바시 단잔                                              | 이시이 미쓰지로                                                       |
|                                                                          |                                                            |                                                                       |
| 중의원 의원(3선, 야마구치현 제2구) 상공대신(1941-1943) 간사장(1955-현직) | 중의원 의원(4선, 시즈오카현 제4구) 통상산업대신(1954-현직) | 중의원 의원(4선, 후쿠오카현 제3구) 상공대신(1947) 총무회장(1955-현직) |
| 십일회                                                                   | 화요회                                                     | 수요회                                                                |
| 야마구치현                                                               | 시즈오카현                                                 | 후쿠오카현                                                            |

## 결과
선거권은 자민당 소속 국회의원과 도도부현지부 연합회 지방대의원들에게 주어졌으며 피선거권은 국회의원들에게만 주어졌다. 유권자 수는 중의원 의원이 299명, 참의원 의원이 126명이었으며 지방대의원은 미군의 시정 관할하에 있던 오키나와현을 제외한 도도부현당 2표씩 행사해 92명이었다.
자민당 총재 선거에서 입후보제가 도입된 건 1970년대의 일로 이 당시엔 입후보 표명 여부와 무관하게 자민당 소속 의원에 대한 표는 모두 유효표로 산정되었다.
| 후보자          | 1차 투표 | 1차 투표 | 2차 투표 | 2차 투표 |
| 후보자          | 득표수   | 득표율   | 득표수   | 득표율   |
| --------------- | -------- | -------- | -------- | -------- |
| 이시바시 단잔   | 151표    | 29.55%   | 258표    | 50.69%   |
| 기시 노부스케   | 223표    | 43.64%   | 251표    | 49.31%   |
| 이시이 미쓰지로 | 137표    | 26.81%   |          |          |
| 합계            | 511표    | 100%     | 509표    | 100%     |
| 유효 투표수     | 511표    |          | 509표    |          |
| 무효표·백표     |          |          |          |          |
| 유권자 수       |          | 100%     |          |          |

## 사진

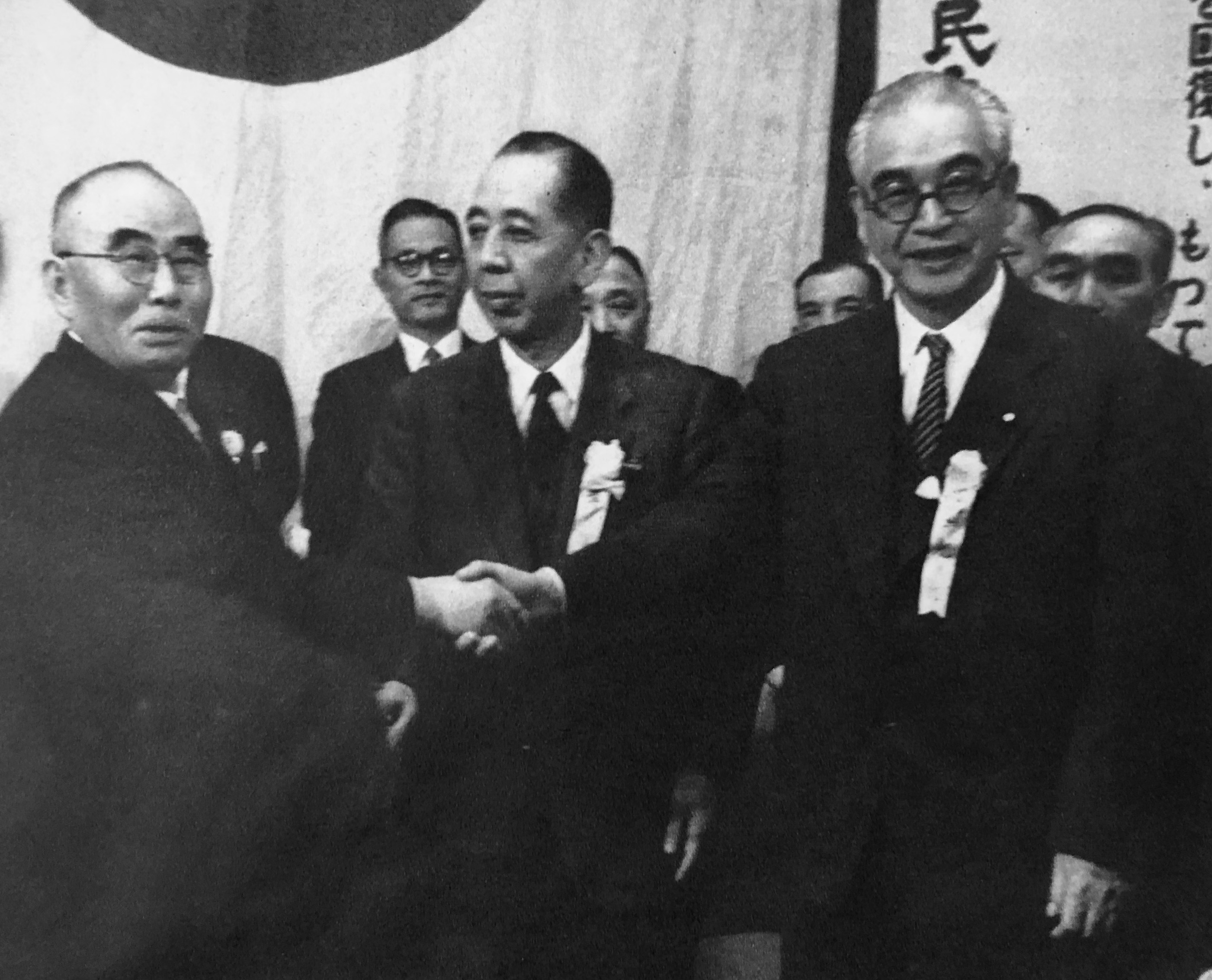
왼쪽부터 이시바시, 기시, 이시이
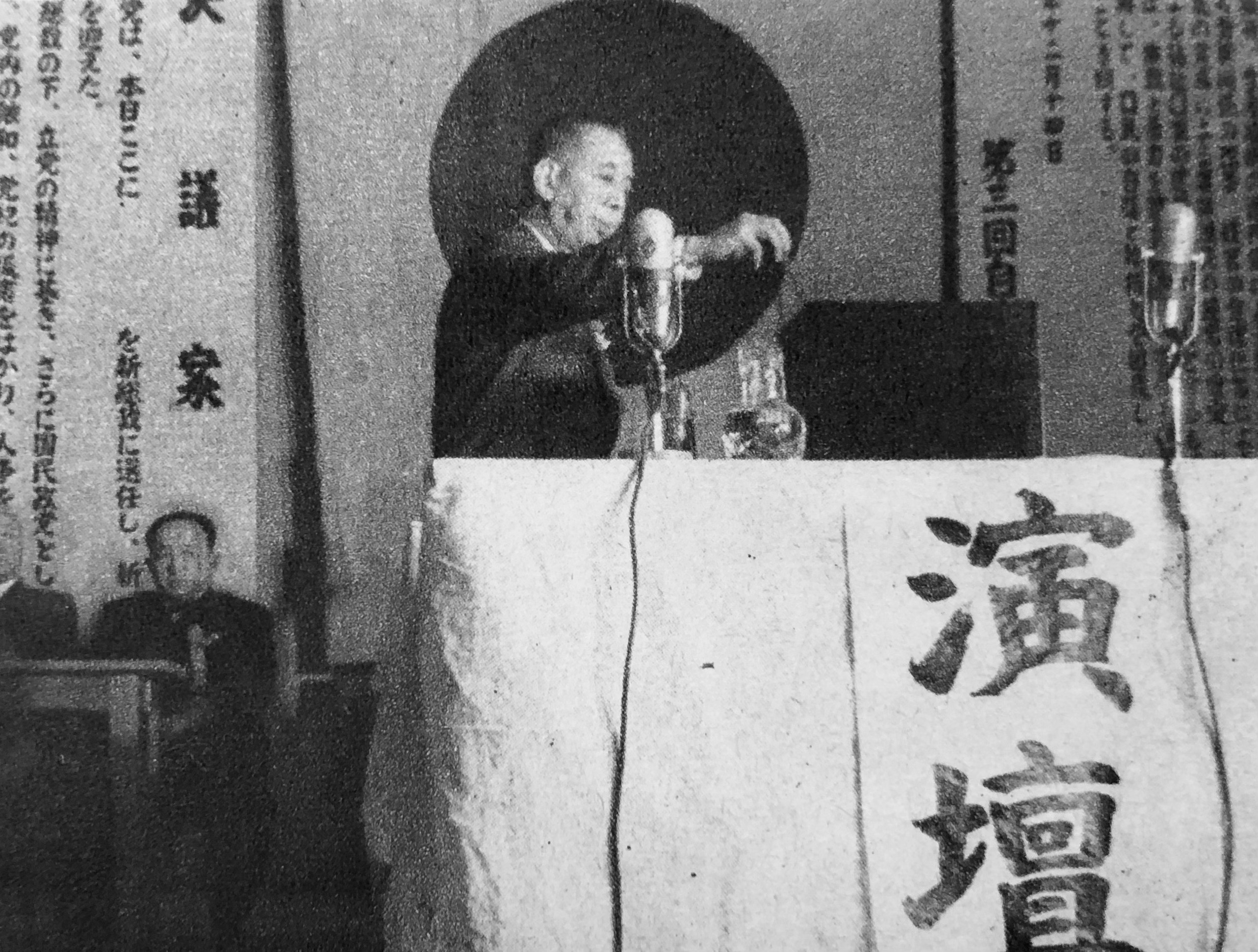
투표함 앞에 선 기시
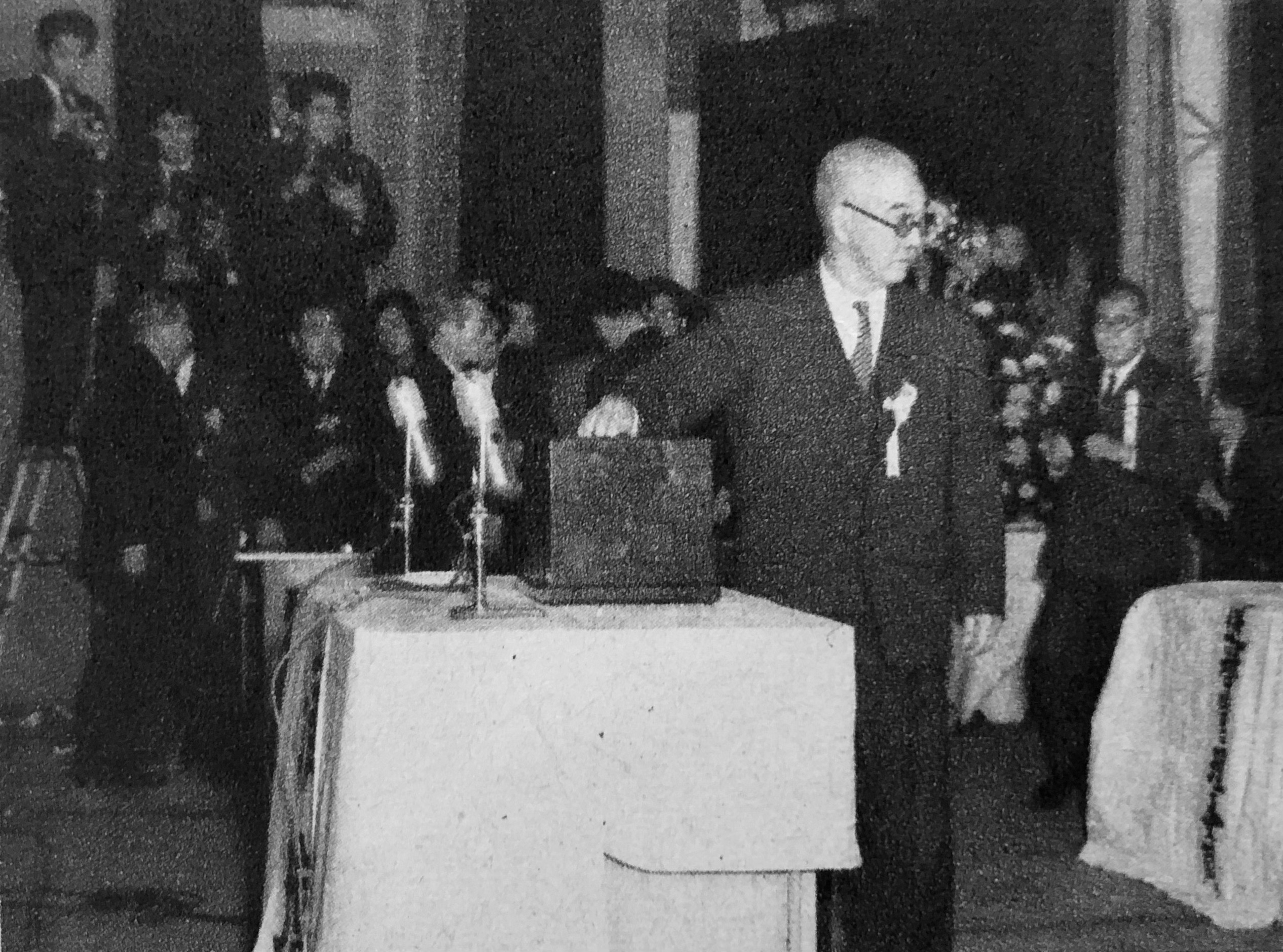
투표함 앞에 선 이시이
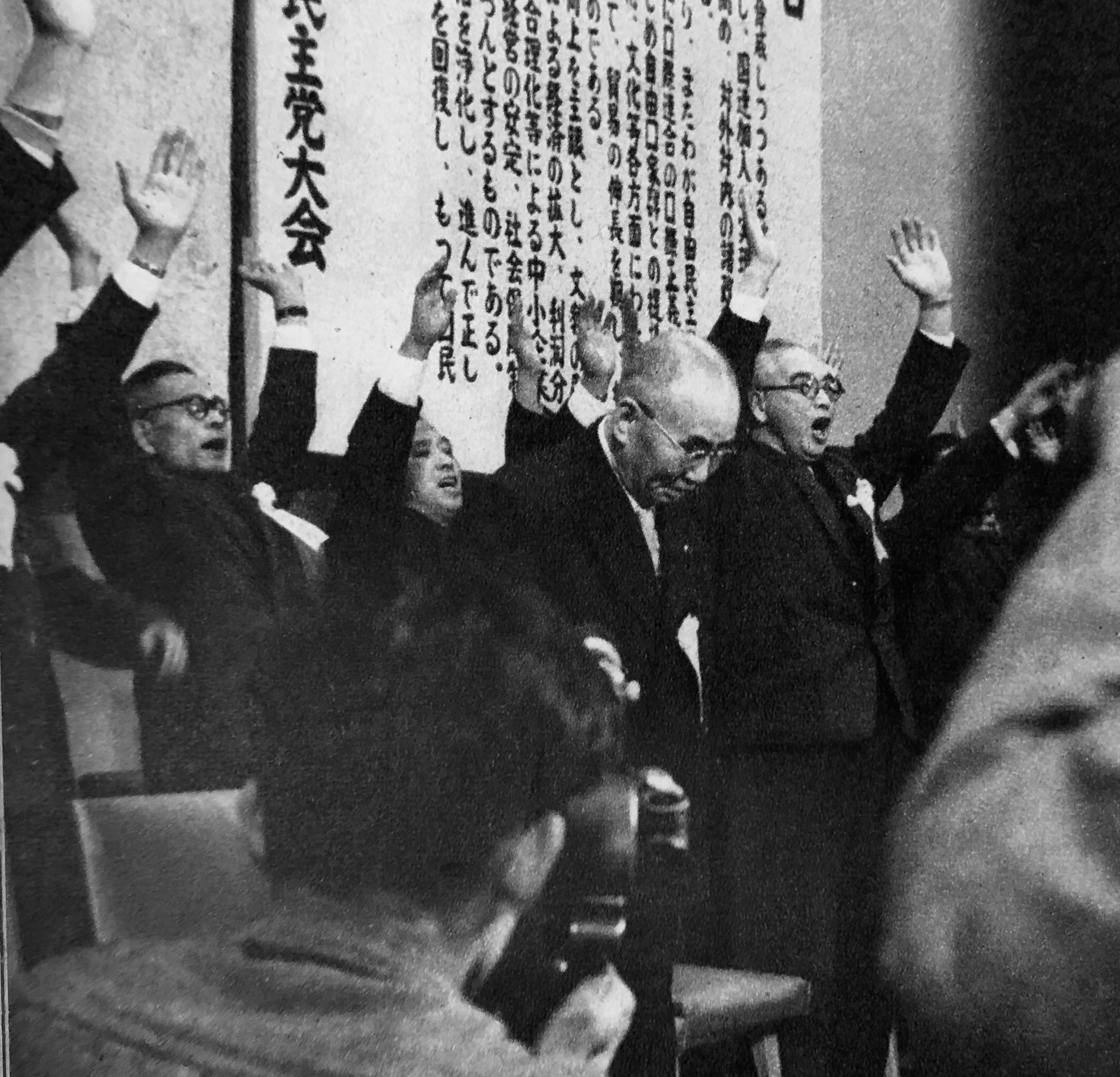
당선이 결정된 이시바시

## 참고 문헌
- 一七会編『われは傍流にあらず 政治改革に生涯をかけた三木武夫の軌跡 政治記者の記録』人間の科学社、1991年
- 宇治敏彦 (2001). 《首相列伝 伊藤博文から小泉純一郎まで》. 東京書籍. ISBN 9784487795321.
- 内田健三 (1969). 《戦後日本の保守政治》. 岩波書店.
- 上前淳一郎 (1986). 《山より大きな猪 高度成長に挑んだ男たち》. 講談社. ISBN 978-4-06-202657-4.
- 北岡伸一『20世紀の日本1 自民党 政権党の38年』読売新聞社、1995年、ISBN 4643951060
- 小宮京『自由民主党の誕生 総裁公選と組織政党論』木鐸社、2010年、ISBN 9784833224277
- 塩田潮 (2015). 《内閣総理大臣の日本経済》. 日本経済新聞出版社. ISBN 978-4-532-16951-0.
- 竹内桂「三木武夫と石橋湛山：石橋内閣期を中心に」『自由思想141』2016年a
- 土生二三生 (1967). 《人間 池田勇人》. 講談社.
- 鈴村裕輔 (2023). 《政治家 石橋湛山－見識ある「アマチュア」の信念》. 中央公論新社. ISBN 978-4121101419.